# ラッセル・アール
ラッセル・アール（Russell Earl）は、視覚効果賞アーティストである。『トランスフォーマー』、『スター・トレック』、『キャプテン・アメリカ/ウィンター・ソルジャー』、『アベンジャーズ/インフィニティ・ウォー』、『アベンジャーズ/エンドゲーム』、『THE BATMAN-ザ・バットマン-』でアカデミー賞視覚効果賞にノミネートされた。

## 主なフィルモグラフィ
- パトリオット・ゲーム Patriot Games (1992)
- バットマン リターンズ Batman Returns (1992)
- フォレスト・ガンプ/一期一会 Forrest Gump (1994)
- ディープ・インパクト Deep Impact (1998)
- スター・ウォーズ エピソード1/ファントム・メナス Star Wars: Episode I – The Phantom Menace (1999)
- パール・ハーバー Pearl Harbor (2001)
- ハリー・ポッターと賢者の石 Harry Potter and the Sorcerer's Stone (2001)
- メン・イン・ブラック2 Men in Black II (2002)
- パイレーツ・オブ・カリビアン/呪われた海賊たち Pirates of the Caribbean: The Curse of the Black Pearl (2003)
- スター・ウォーズ エピソード3/シスの復讐 Star Wars: Episode III – Revenge of the Sith (2005)
- ミッション:インポッシブル3 Mission: Impossible III (2006)
- トランスフォーマー Transformers (2007)
- スター・トレック Star Trek (2009)
- SUPER8/スーパーエイト Super 8 (2011)
- ミッション:インポッシブル/ゴースト・プロトコル Mission: Impossible - Ghost Protocol (2011)
- Red Tails (2012)
- キャプテン・アメリカ/ウィンター・ソルジャー Captain America: The Winter Soldier (2014)
- アントマン Ant-Man (2015)
- シビル・ウォー/キャプテン・アメリカ Captain America: Civil War (2016)
- アベンジャーズ/インフィニティ・ウォー Avengers: Infinity War (2018)
- アントマン&ワスプ Ant-Man and the Wasp (2018)
- アベンジャーズ/エンドゲーム Avengers: Endgame (2019)
- THE BATMAN-ザ・バットマン- The Batman (2022)

## 受賞とノミネート
| 賞               | 年   | 部門           | 作品名                                      | 結果       |
| ---------------- | ---- | -------------- | ------------------------------------------- | ---------- |
| アカデミー賞     | 2007 | 視覚効果賞     | トランスフォーマー                          | ノミネート |
| アカデミー賞     | 2009 | 視覚効果賞     | スター・トレック                            | ノミネート |
| アカデミー賞     | 2014 | 視覚効果賞     | キャプテン・アメリカ/ウィンター・ソルジャー | ノミネート |
| アカデミー賞     | 2018 | 視覚効果賞     | アベンジャーズ/インフィニティ・ウォー       | ノミネート |
| アカデミー賞     | 2019 | 視覚効果賞     | アベンジャーズ/エンドゲーム                 | ノミネート |
| アカデミー賞     | 2022 | 視覚効果賞     | THE BATMAN-ザ・バットマン-                  | ノミネート |
| 英国アカデミー賞 | 2009 | 特殊視覚効果賞 | スター・トレック                            | ノミネート |
| 英国アカデミー賞 | 2018 | 特殊視覚効果賞 | アベンジャーズ/インフィニティ・ウォー       | ノミネート |
| 英国アカデミー賞 | 2019 | 特殊視覚効果賞 | アベンジャーズ/エンドゲーム                 | ノミネート |
| 英国アカデミー賞 | 2022 | 特殊視覚効果賞 | THE BATMAN-ザ・バットマン-                  | ノミネート |